# Quảng Thái, Quảng Xương
Quảng Thái là một xã thuộc huyện Quảng Xương, tỉnh Thanh Hóa, Việt Nam.

## Địa giới hành chính
Xã Quảng Thái nằm ở phía đông nam của huyện Quảng Xương, ven Vịnh Bắc Bộ với chiều dài 4,8 km bờ biển.
- Phía đông giáp Biển Đông.
- Phía nam giáp xã Tiên Trang.
- Phía tây giáp các xã Quảng Lộc và Quảng Lưu.
- Phía bắc giáp xã Quảng Lưu.

## Lịch sử hành chính
Vùng đất thuộc xã Quảng Thái ngày nay, vào đầu thế kỷ XIX thuộc tổng Thủ Hộ, huyện Quảng Xương, phủ Tĩnh Gia, nội trấn Thanh Hóa.
Sau năm 1945, thuộc các xã Diên Hồng và Hồng Lạc, huyện Quảng Xương. Năm 1948, các xã Diên Hồng, Hồng Lạc và Sào Nam sáp nhập thành xã Quảng Lộc. Năm 1954, một phần lãnh thổ xã Quảng Lộc được tách ra để lập các xã Quảng Lưu, Quảng Lợi, Quảng Lĩnh và Quảng Thái (và một phần xã Quảng Thạch), tên gọi Quảng Thái xuất hiện từ đây.
Xã Quảng Thái gồm các làng: 
- Làng Đồn Điền: thành lập vào năm 1473 dưới thời Lê Thánh Tông, ban đầu là nơi đồn trú của quân lính; đầu thế kỷ XIX là sở Đồn Điền thuộc tổng Thủ Hộ; thời Đồng Khánh (cuối thế kỷ XIX) đổi tổng Thủ Hộ thành tổng Thủ Chính. Từ năm 1946 thuộc xã Diên Hồng, huyện Quảng Xương; cuối năm 1959 lập thành 8 hợp tác xã.
- Làng Hà Đông: đầu thế kỷ XIX là thôn Hà Đông thuộc xã Thái Các, tổng Thủ Hộ. Từ năm 1946 thuộc xã Hồng Lạc, huyện Quảng Xương; cuối năm 1959 lập thành 3 hợp tác xã.
- Xóm Vượng Hải: tên nôm là làng Bể.

Từ năm 1991, xã Quảng Thái gồm có 10 thôn.